# Liste der Slogans der deutschen Länder
Die Liste der Slogans der deutschen Länder gibt einen Überblick über die aktuellen und ehemaligen Slogans, die die deutschen Länder für ihre Selbstvermarktung verwenden. Die Liste führt nur die Slogans der jeweiligen Dachmarken. Manche Länder verwenden für spezielle Bereiche wie beispielsweise die touristische Werbung oder die Anwerbung von Fachkräften gesonderte Slogans.
| Wappen | Land                   | Aktueller Slogan                   | Agentur                        | Einführung | Kampagnen-Website              | Frühere Slogans (Agentur, Einführung) | Quellen                     |
| ------ | ---------------------- | ---------------------------------- | ------------------------------ | ---------- | ------------------------------ | --- | --------------------------- |
|        | Baden-Württemberg      | „The Länd“                         | Jung von Matt, Milla & Partner | 2021       | www.thelaend.de                | „Wir können alles. Außer Hochdeutsch.“ (Scholz & Friends, 1999) | [ 1 ] [ 2 ]                 |
|        | Bayern                 | –                                  | –                              | –          | –                              | – | –                           |
|        | Berlin                 | „Wir sind ein Berlin“              | Jung von Matt                  | 2020       | wir.berlin                     | „Jeder einmal in Berlin“ „Berlin erwartet sie wieder“ „Berlin ist eine Reise wert“ „Berlin tut gut“ „Mir geht’s Berlin“ (Die Brandenburgs, 2003) „be Berlin“ (Fuenfwerken, 2008) | [ 3 ] [ 4 ] [ 5 ] [ 6 ]     |
|        | Brandenburg            | „Es kann so einfach sein“          | Scholz & Friends               | 2018       | www.es-kann-so-einfach-sein.de | „Neue Perspektiven entdecken.“ | [ 7 ] [ 8 ]                 |
|        | Bremen                 | „Bremen erleben“                   | –                              | 1999       | –                              | – | [ 9 ]                       |
|        | Hamburg                | –                                  | –                              | –          | –                              | – | –                           |
|        | Hessen                 | „An Hessen führt kein Weg vorbei“  | Hessen-Agentur, Trio-Group     | 2007       | –                              | „Hier ist die Zukunft“ (1997) | [ 10 ]                      |
|        | Mecklenburg-Vorpommern | „MV tut gut.“                      | –                              | 2004       | –                              | – | [ 11 ]                      |
|        | Niedersachsen          | „Niedersachsen.Klar.“              | Hansen Kommunikation           | 2016       | –                              | „Land mit Weitblick“ (1993) „Sie kennen unsere Pferde. Erleben Sie unsere Stärken.“ (Jung von Matt, 2007)                                                                        | [ 12 ] [ 13 ]               |
|        | Nordrhein-Westfalen    | „Europe’s Heartbeat“               | Serviceplan                    | 2021       | –                              | „We love the new“ (Scholz & Friends, 2008) „Germany at its best“ (die PR Berater, 2011)                                                                                          | [ 14 ] [ 15 ] [ 16 ]        |
|        | Rheinland-Pfalz        | „Rheinland-Pfalz.Gold“             | Boy                            | 2020       | gold.rlp.de                    | „Wir machen’s einfach“ (Media Consulta, 2005) | [ 17 ] [ 18 ] [ 19 ]        |
|        | Saarland               | „Großes entsteht immer im Kleinen“ | Jung von Matt, HDW             | 2014       | –                              | „Schön, dass du da bist“ (2007) | [ 20 ] [ 21 ] [ 22 ]        |
|        | Sachsen                | „So geht Sächsisch“                | Ketchum Pleon                  | 2013       | www.so-geht-saechsisch.de      | „Ich bin ein Sächsist“ (Publicis, 2001) „Land von Welt“ (Lowe, 2005) | [ 23 ] [ 24 ]               |
|        | Sachsen-Anhalt         | „#moderndenken“                    | Herburg Weiland                | 2019       | moderndenken.sachsen-anhalt.de | „Land der Frühaufsteher“ (Fischerappelt, 2005) „Ursprungsland der Reformation“ (2016) „Hier macht das Bauhaus Schule. #moderndenken“ (Herburg Weiland, 2018)                     | [ 25 ] [ 26 ] [ 27 ] [ 28 ] |
|        | Schleswig-Holstein     | „Der echte Norden“                 | Boy, Synchronis                | 2013       | der-echte-norden.info          | „Land der Horizonte“ | [ 29 ]                      |
|        | Thüringen              | „Das ist Thüringen“                | KNSK                           | 2011       | www.das-ist-thueringen.de      | „Willkommen in der Denkfabrik“ (2001) | [ 30 ] [ 31 ]               |

Anmerkungen
1. ↑  Die Spalte „Aktueller Slogan“ enthält den jeweils zuletzt verwendeten Slogan. Manche Länder scheinen ihren jeweiligen Slogan zum gegenwärtigen Zeitpunkt (Stand: November 2021) nicht mehr aktiv zu verwenden.
2. ↑  Die Spalte „Agentur“ benennt diejenigen Agenturen, die an der Entwicklung des jeweiligen Slogans beteiligt waren; nicht diejenigen Agenturen, die die Landesvermarktung betreuen.

## Logos

Baden-Württemberg The Länd mit großem Landeswappen
The Länd
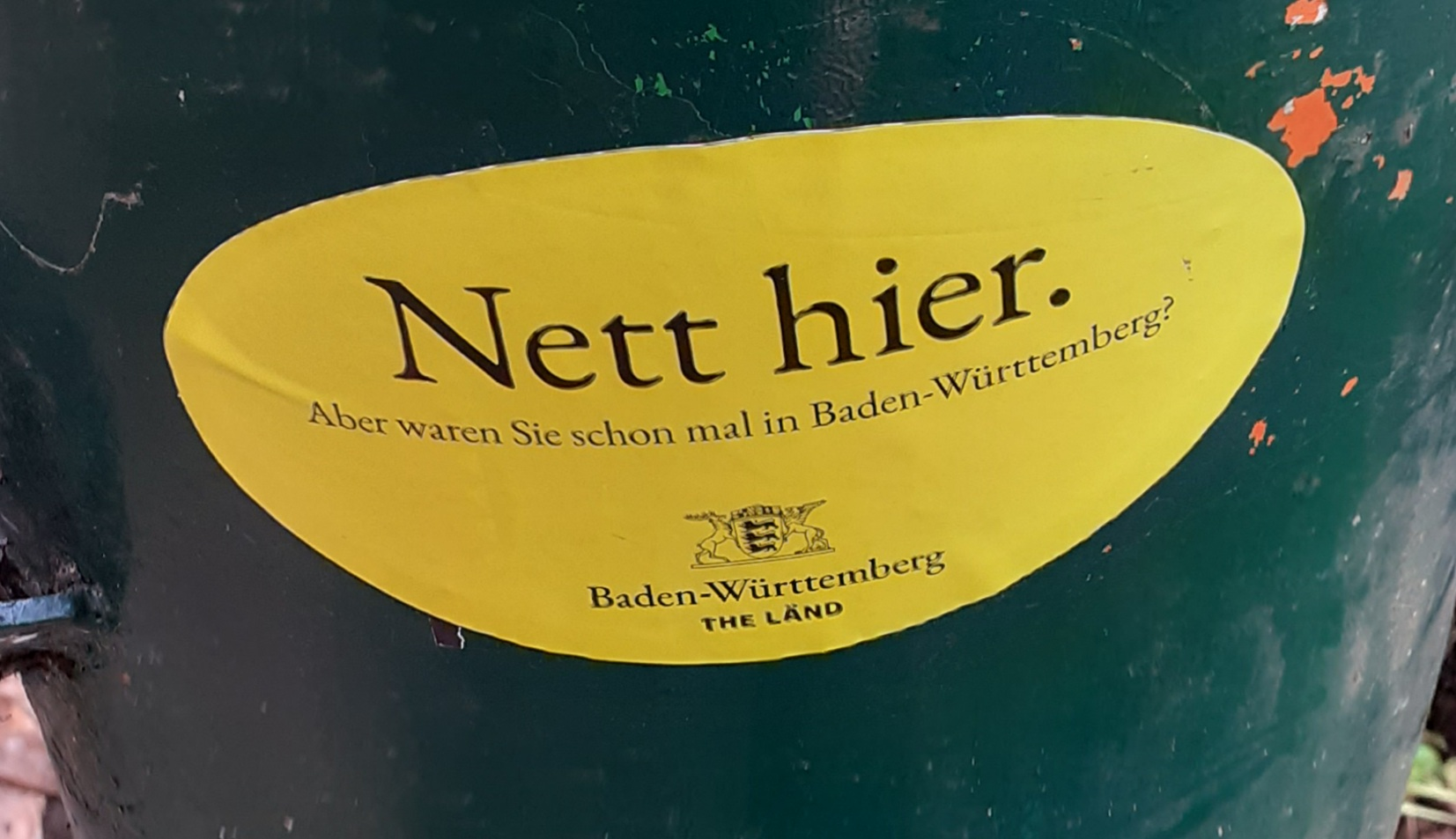
Werbesticker auf Mülleimer in Ungarn